# یواس‌اس ویلکس (تی‌بی-۳۵)
یواس‌اس ویلکس (تی‌بی-۳۵) (به انگلیسی: USS Wilkes (TB-35)) یک کشتی بود که طول آن ۱۷۵ فوت (۵۳ متر) بود. این کشتی در سال ۱۹۰۱ ساخته شد.